# Javier Alvarado (poeta)
Javier Antonio Alvarado Díaz (Santiago de Veraguas, 28 de agosto de 1982) es un poeta panameño. Es miembro de la Academia Panameña de la Lengua y académico de la Academia Hondureña de la Lengua.
Entre los galardones que ha obtenido se cuenta el Premio Nacional de Poesía Gustavo Batista Cedeño, que ha obtenido en cuatro ocasiones distintas, el Premio de Poesía Gustavo Batista Cedeño y el Premio Internacional de Poesía Rubén Darío, que obtuvo en 2011 por su obra El mar que habita, y el Concurso Nacional de Literatura Ricardo Miró, que obtuvo en 2015 por Cartas arrojadas al Neva, y en 2023 por Paul Celan se arroja al Sena 1970.

## Biografía
Javier Antonio Alvarado Díaz nació en Santiago de Veraguas el 28 de agosto de 1982. Realizó sus estudios en el colegio Panama School donde conoció a Gloria Rivera de Torres, quien le animó a escribir. Obtuvo el título de licenciado en Lengua y Literatura Españolas por la Universidad de Panamá en 2005, con una tesis sobre el poeta chileno Pablo de Rokha. Formó parte de la primera generación del Diplomado en Creación Literaria de la Universidad Tecnológica de Panamá en 2001. Posee las maestrías de Bellas Artes en teatro, especialidad en actuación y de Educación Superior.
En 2009 fue poeta residente por la Fundación Cove Park de Escocia.
En 2015, bajo el seudónimo de Anna, ganó el Concurso Nacional de Literatura Ricardo Miró, máximo galardón de las letras panameñas, por su obra Cartas arrojadas al Neva.
Publica poesía de Centroamérica y de otras regiones en la revista Altazor de la Fundación Vicente Huidobro. Fue nombrado miembro del Consejo Internacional de esta entidad en el año 2020. Sus libros de poesía y diversas antologías, que suman más de veinte, han sido publicadas en varios países.
Sus poemarios El pastor resplandeciente y Epopeya de las Comarcas se reunieron en un solo tomo, siendo así el primer libro publicado por el recién creado Ministerio de Cultura de Panamá en 2021.
En 2023 fue jurado del del IX Concurso Literario de El Búho de Perú. Ese mismo volvió a ganar el Premio Ricardo Miró, por la obra Paul Celan se arroja al Sena 1970, que presentó bajo el seudónimo de Mika.

## Premios y reconocimientos
Javier Alvarado ha obtenido los siguientes premios y reconocimientos:
- Premio Gil Blas Tejeira para estudiantes de periodismo (1999).[12]
- Premio Diana Morán intercolegial de poesía (1998) y cuento (1999).[12][4]
- Mención de honor (1999) y primer premio del concurso de Poesía Gustavo Batista Cedeño (2000).[12][4]
- Premio Nacional de Poesía Joven con el poemario Aquí, todo tu cuerpo escrito (2004).[12]
- Premio Nacional de Poesía Pablo Neruda 2004 por el libro Por ti no pasa nunca el tiempo.[12][4]
- Premio de Poesía Stella Sierra 2007 por Soy mi desconocido.[4]
- Ganador de los X Juegos Florales Centroamericanos, Belice y Panamá 2010.[4]
- Mención de Honor en el Premio Literario Casa de las Américas de Cuba 2010, sección poesía por Carta natal al país de los locos (Poeta en Escocia).[4]
- Premio Gustavo Batista Cedeño 2008 por No me cubre de edad la primavera.[13]
- Premio Internacional de Poesía Rubén Darío (2011) por El mar que me habita.[4][14]
- Premio Centroamericano de Literatura Rogelio Sinán 2011 por Balada sin ovejas para un pastor de huesos (o algo nos nombra su heredero).[4][15]
- Premio Internacional de Poesía Nicolás Guillén (2012) por Viaje solar de un tren hacia la noche de Matachín.[4][16]
- Premio Gustavo Batista Cedeño 2014 por La vida en mi plato de pobre.[17]
- Premio Medardo Ángel Silva 2015 por Carta natal al país de los locos.[3]
- Premio Ricardo Miró (2015) por Cartas arrojadas al Neva.[3][9]
- Mención especial del Premio Internacional de Poesía Paralelo Cero 2017 por Aldeas en el espejo.[18]
- Premio Juegos Hispanoamericanos de Quetzaltenango 2018 por Viaje a una roca de gritos.[19]
- Premio Gabo de Literatura en Traducción y Textos Multilingües 2020, junto a Lucía Estrada y el traductor Russel Karrick.[9]
- Primer lugar del Concurso Municipal de Poesía León A. Soto 2021 por Crónicas al pie del árbol Panamá.[20]
- Premio Rey David de Poesía Bíblica Iberoamericana en Salamanca (2021) por Acuérdate de mí cuando estés en tu paraíso.[21][22]
- Premio Internacional de Poesía Sor Juana Inés de la Cruz (2022) por Un trueno sobre el Barú.[23]
- Premio Nacional de Poesía Ricardo Miró 2023 por Paul Celan se arroja al Sena1970.[10]
- IV Premio Internacional de Poesía de Fuente Vaqueros (2024) por Cuaderno inglés de poesía feminista.[24] [25]
- II Premio Iberoamericano de Poesía "José Santos Chocano" (2024) por Un ciervo herido es el que más salta en el éxtasis de la muerte.[26]

## Obra
Alvarado ha publicado las siguientes obras:
- Tiempos de vida y muerte (2001)
- Caminos errabundos y otras ciudades (2001)
- Poemas para caminar bajo un paraguas (2003)
- Por ti no pasa nunca el tiempo (2005)[12]
- Aquí, todo tu cuerpo escrito (2006)
- Soy mi desconocido (2008)
- No me cubre de edad la primavera (2008)[13]
- Carta natal al país de los locos (Poeta en Escocia) (2010)
- Balada sin ovejas para un pastor de huesos (o algo nos nombra su heredero) (2011)
- El mar que me habita (2011)
- Ojos parlantes para estaciones de ceguera (2011)
- La vida en mi plato de pobre (2014)[17]
- Viaje solar de un tren hacia la noche de Matachín (2013)
- Cartas arrojadas al Neva (2015)
- El libro de tus posesiones (2015)[18]
- Antología del archipiélago de las Perlas (2016)[18]
- Epopeya de las Comarcas (2017)[27]
- Aldeas en el espejo (2017)[18]
- Dolorosa primavera de las hermanas de Kafka (2018)[28]
- Viaje a una roca de gritos (2018)[19]
- Kafka en la aldea de la hipnosis (Antología personal) (2018)[29]
- Acuérdate de mí cuando estés en tu paraíso (2021)[21]
- Crónicas al pie del árbol Panamá (2021)[20]
- El pastor resplandeciente (2021)[30]
- Un trueno sobre el Barú (2022)[23]
- Cuaderno inglés de poesía feminista (2024)
- Saudades (2025)